# Ernst Nickel
Ernst Nickel (geboren 13. Juni 1902 in Potsdam; gestorben 12. November 1989 in Berlin-Friedrichshain) war ein deutscher Archäologe. 

## Leben
Ernst Nickel war ein Sohn des Ernst Gottfried Heinrich Nickel. Er besuchte die Volks- und Mittelschule in Potsdam, Essen und Posen und absolvierte eine Ausbildung zum Lehrer an der  Präparandenanstalt in Schönlanke und am Lehrerseminar Cammin. Er machte 1924/25 eine Schriftsetzerlehre, besuchte 1923 bis 1928 die Handwerker- und Kunstgewerbeschule in Stettin und das Staatliche Berufspädagogische Institut in Berlin und machte 1928 eine Gewerbelehrerprüfung für das Kunstgewerbe. Ab 1930 studierte Nickel an der Universität Berlin und wurde 1938 bei Hans Reinerth mit einer Dissertation zur Jungsteinzeit promoviert. Bereits zum 1. Dezember 1931 war er der NSDAP beigetreten (Mitgliedsnummer 817.688). Er war danach bei Reinerth im Amt Vorgeschichte des Amts Rosenberg in der Dienststellung eines Reichsstellenleiters der NSDAP beschäftigt. Schon während der deutschen Eroberung Polens wurde Nickel noch im September 1939 nach Posen abgeordnet, um dort die Leitung der prähistorischen Abteilung des Posener Museums zu übernehmen. Er raubte die private Fachbibliothek  des untergetauchten polnischen Archäologen Józef Kostrzewski, musste aber schon vor Ende 1939 gegenüber Himmlers SS-Ahnenerbe das Feld räumen, das sich im Warthegau in der Konkurrenz zum Amt Rosenberg durchsetzen konnte.
Ob Nickel später, bis Kriegsende, Referent bzw. Direktor an der Reichsanstalt für Film und Bild in Wissenschaft und Unterricht war, so Jonas Beran in der postumen Kurzbiografie im Magdeburger Biographischen Lexikon, und damit dem Reichserziehungsministerium unterstand, ist unklar.
Sept. 1941 Direktor der Berufsschule in Chojnice (Konitz). August 1944 Aufhebung der UK-Stellung, ab Sept. Landesschützenbataillon der Luftwaffe in Weimar-Nohra., amerikanische Kriegsgefangenschaft.
Nach Ende des Krieges ging Nickel nach Magdeburg, um die Reste der Magdeburger Vorgeschichtssammlung zu inventarisieren. Er war von 1948 bis 1967 Leiter der Ausgrabungen in der kriegszerstörten mittelalterlichen Altstadt Magdeburgs und leitete die hierfür eingerichtete Zweigstelle des Instituts für Ur- und Frühgeschichte der Akademie der Wissenschaft zu Berlin. Nickel erforschte den Alten Markt und identifizierte auf dem Domplatz Grundmauern des Pfalzpalastes Ottos des Großen.

## Schriften (Auswahl)
- Die Steinwerkzeuge der jüngeren Steinzeit, Bronze- und Eisenzeit östlich der Elbe. Die undurchlochten Steinwerkzeuge. Berlin, Univ., Dissertation 1938
- Ein mittelalterlicher Hallenbau am Alten Markt in Magdeburg. Akademie Verlag, Berlin 1960
- Der “Alte Markt” in Magdeburg. Akademie Verlag, Berlin 1964.
- Magdeburg in karolingisch-ottonischer Zeit, in: Zeitschrift für Archäologie 7, 1973, S. 102–142.